# Diecezja Surigao
Diecezja Surigao, diecezja rzymskokatolicka na Filipinach. Powstała w 1939 z terenu diecezji Cagayan de Oro.

## Lista biskupów
- John Vrakking, M.S.C. † (1940  -  1953 )
- Charles Van den Ouwelant, M.S.C. † (1955  -  1973 )
- Miguel Cinches, S.V.D. (1973 -  2001 )
- Antonieto Dumagan Cabajog (od 2001 )